# Prvić

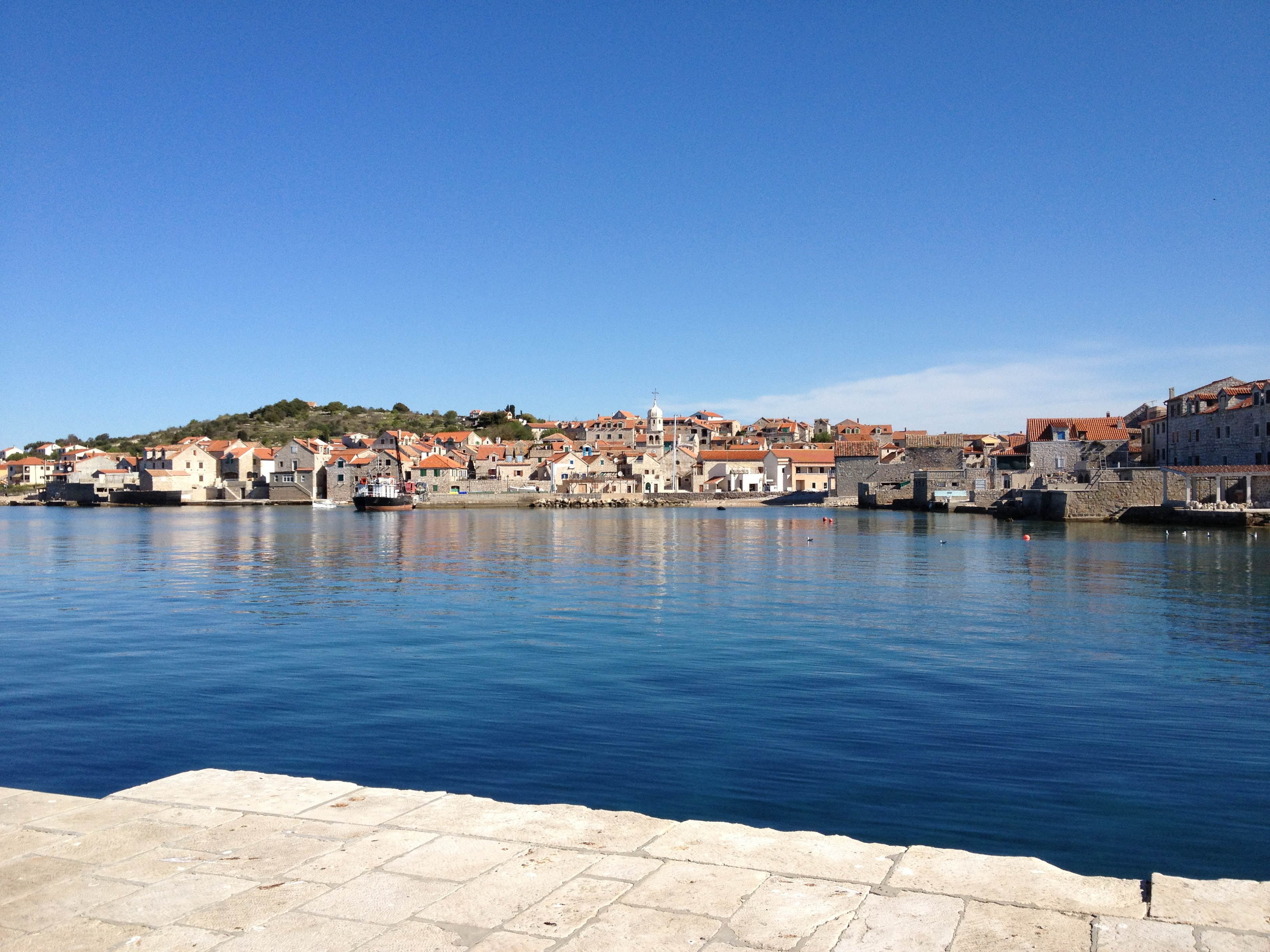
Šepurine, vanaf de pier gezien.

Prvić is een klein eiland gelegen in de Adriatische Zee dat behoort tot Kroatië. Het eiland ligt tussen het vasteland en het eiland Tijat. Het maakt deel uit van de gemeente Vodice. Het eiland heeft een oppervlakte van 2,37 km². De plaatsen Prvić Luka en Šepurine zijn verbonden met een 3,1 km lang wandelpad. Autoverkeer is niet toegestaan. het eiland is per veerbout bereikbaar vanuit Šibenik en Vodice. Op de hellingen van het eiland groeien olijfbomen en er wordt wijn verbouwd.